# Materials macroporosos
Segons la IUPAC, un material macroporós és aquell que conté porus amb diàmetres superiors als 50 nm.
En el context dels nanomaterials, les recomanacions de la IUPAC classifiquen els materials porosos segons la mida dels seus porus:
- Materials microporosos, aquells que tenen un diàmetre de poro inferior a 2 nanòmetres.
- Materials mesoporosos, aquells materials amb un diàmetre de porus intermèdi, d’entre 2 i 50 nanòmetres.
- Materials macroporosos, aquells amb un diàmetre de porus superior a 50 nm.

Alguns materials macroporosos inclouen materials compostos d'òxids de silici i alumini.